# دوش (بناب)
دوش یکی از روستاهای استان آذربایجان شرقی است که در دهستان بناجوی شمالی بخش مرکزی شهرستان بُناب واقع شده‌است.
زبان مردم روستا ترکی آذربایجانی است.

## منظره
از مناظر دیدنی این روستا میتوان به سد دوش اشاره کرد.
باغات و حاشیه رودخانه موجود در روستا هم جزو جاهای زیبا و دیدنی می باشد.

## شغل
شغل اصلی مردم این روستا کشاورزی از جمله کشت گندم و جو است.دامپروری و نگهداری گاو و گوسفند عمده فعالیت مردم این روستا می باشد‌.

## محصولات
از سایر محصولات کشاورزی انگور، بادام، گردو، سنجد است.

## موقعیت جغرافیایی
این روستا در کنار رودخانه ماه پری (چاوان چای) واقع شده است و به سبب آبهای فصلی این رودخانه به کشاورزی و زندگی ادامه میدهند.
تپه های اطراف روستا یکی از مهمترین منابع غنی برای مصالح ساختمانی از جمله ماسه و ... می باشد.در تپه های قسمت شرقی روستا چندین چشمه تاریخی واقع شده که از جمله مهم ترین آنها می توان به اورتا بولاغی و قیبله بولاغی اشاره کرد که در متون تاریخی به ان ها اشاره شده است.
تپه اورتا بولاغی روستای دوش مربوط به هزاره ۴ و ۱ قبل از میلاد است و در شهرستان بناب، بخش مرکزی، روستای دوش واقع شده و این اثر در تاریخ ۷ مهر ۱۳۸۱ با شمارهٔ ثبت ۶۲۲۱ به‌عنوان یکی از آثار ملی ایران به ثبت رسیده است.
سد دوش
سد دوش در شمال شرقی شهرستان بناب واقع شده است آب سد به وسیله کانالی به طول ۶۵۰ متر که از بند انحرافی احداث شده است بر روی رودخانه چوان منشعب شده است تامین می گردد. این سد در سال ۱۳۸۷ به بهره برداری رسیده است با بهره برداری از این سد مخزنی ضمن اشتغالزایی از کوچ روستا نشینان نیز جلوگیری شده است و به منظور تامین آب کشاورزی زمین های روستای دوش مورد استفاده قرار می گیرد. سد دوش علاوه بر مصرف کشاورزی ، محل مناسبی برای گردش و تفریح گردشگران عزیز می باشد.

## نگارخانه

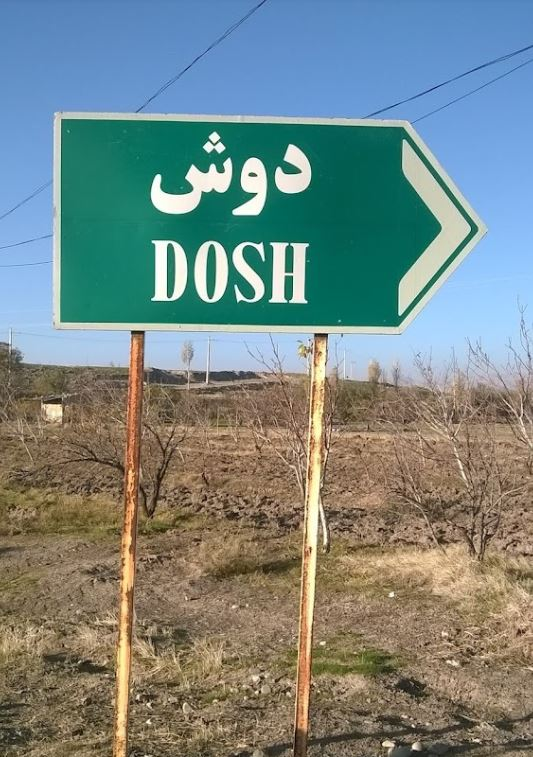
تابلوی ورودی روستای دوش

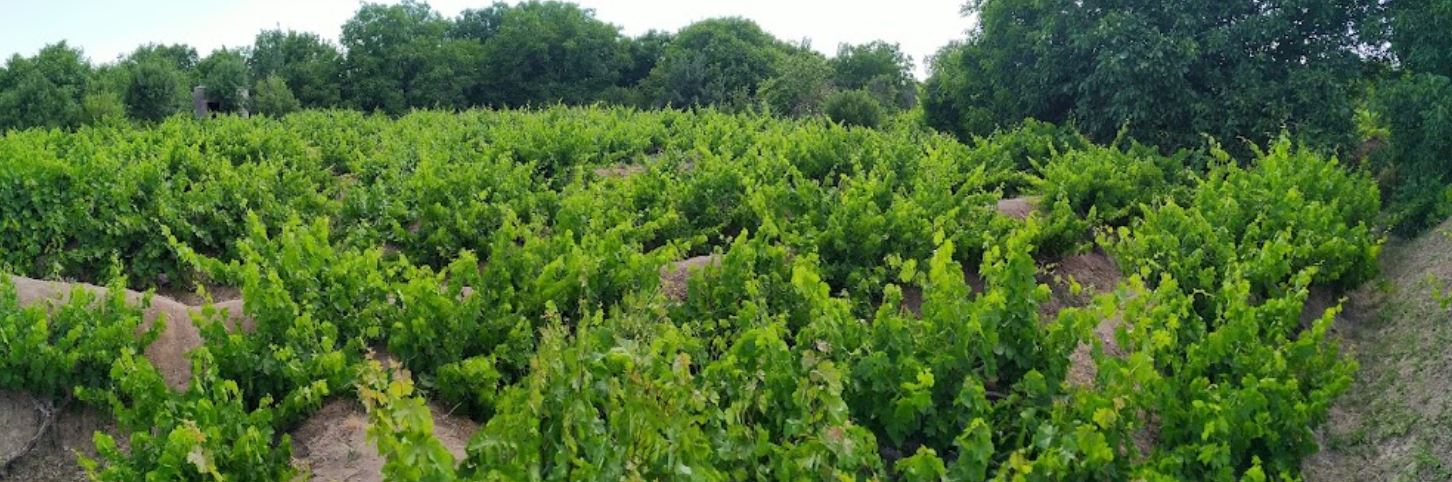
باغ انگور

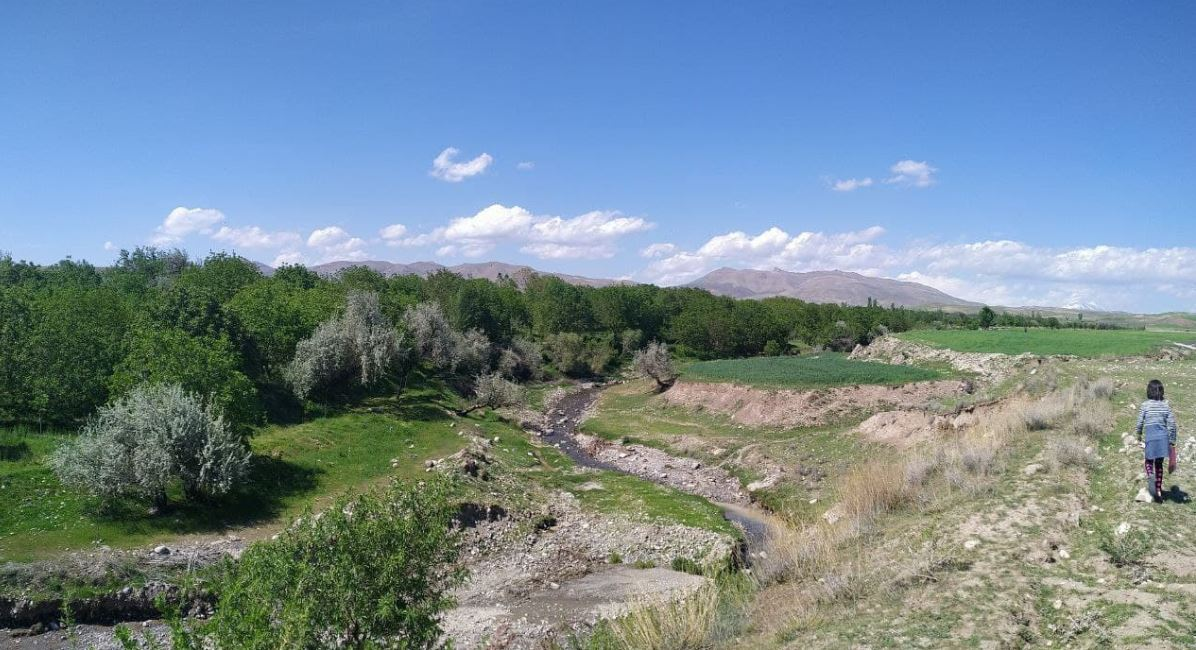
طبیعت روستای دوش

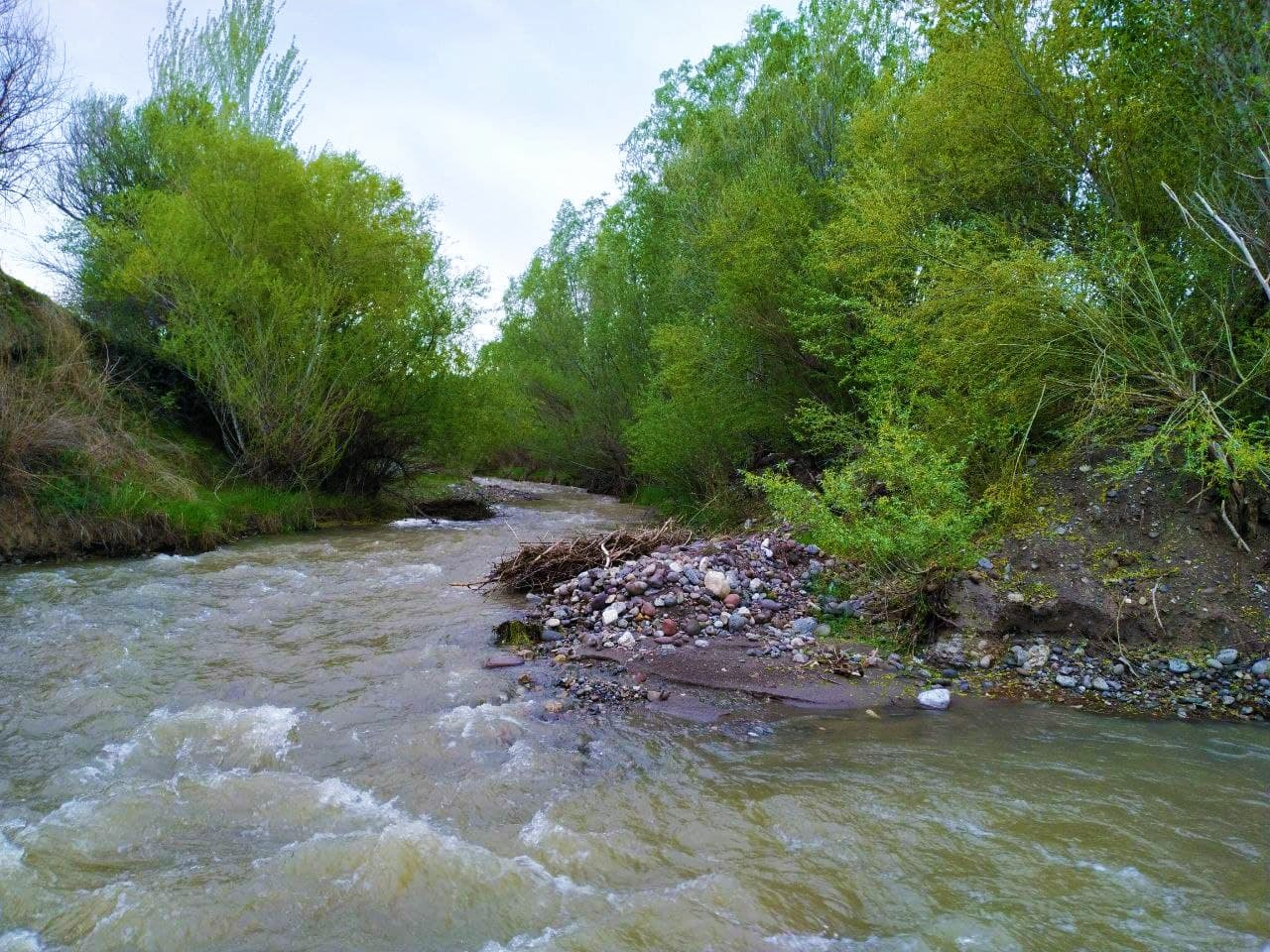
رودخانه روستای دوش

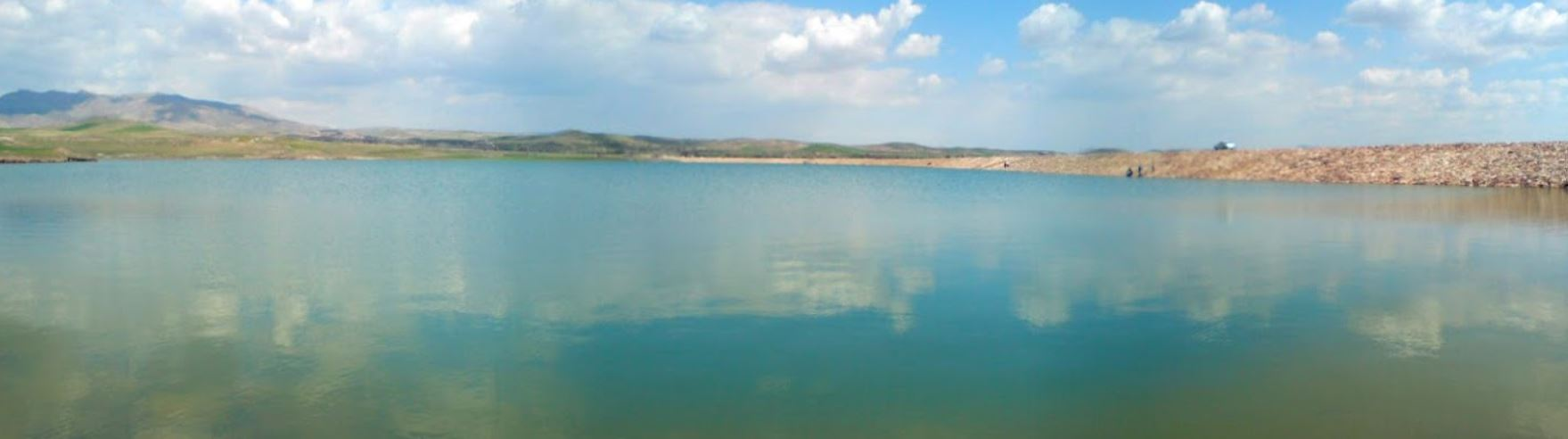
سد روستای دوش

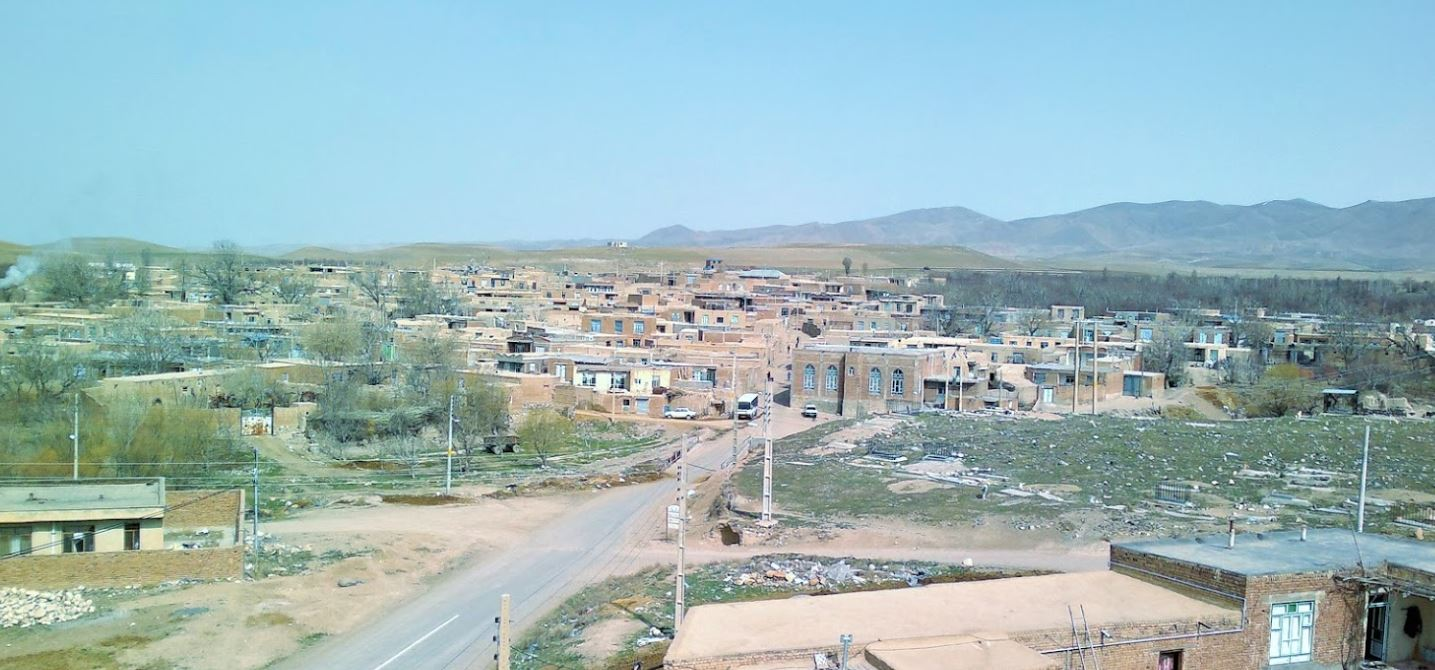
روستای دوش

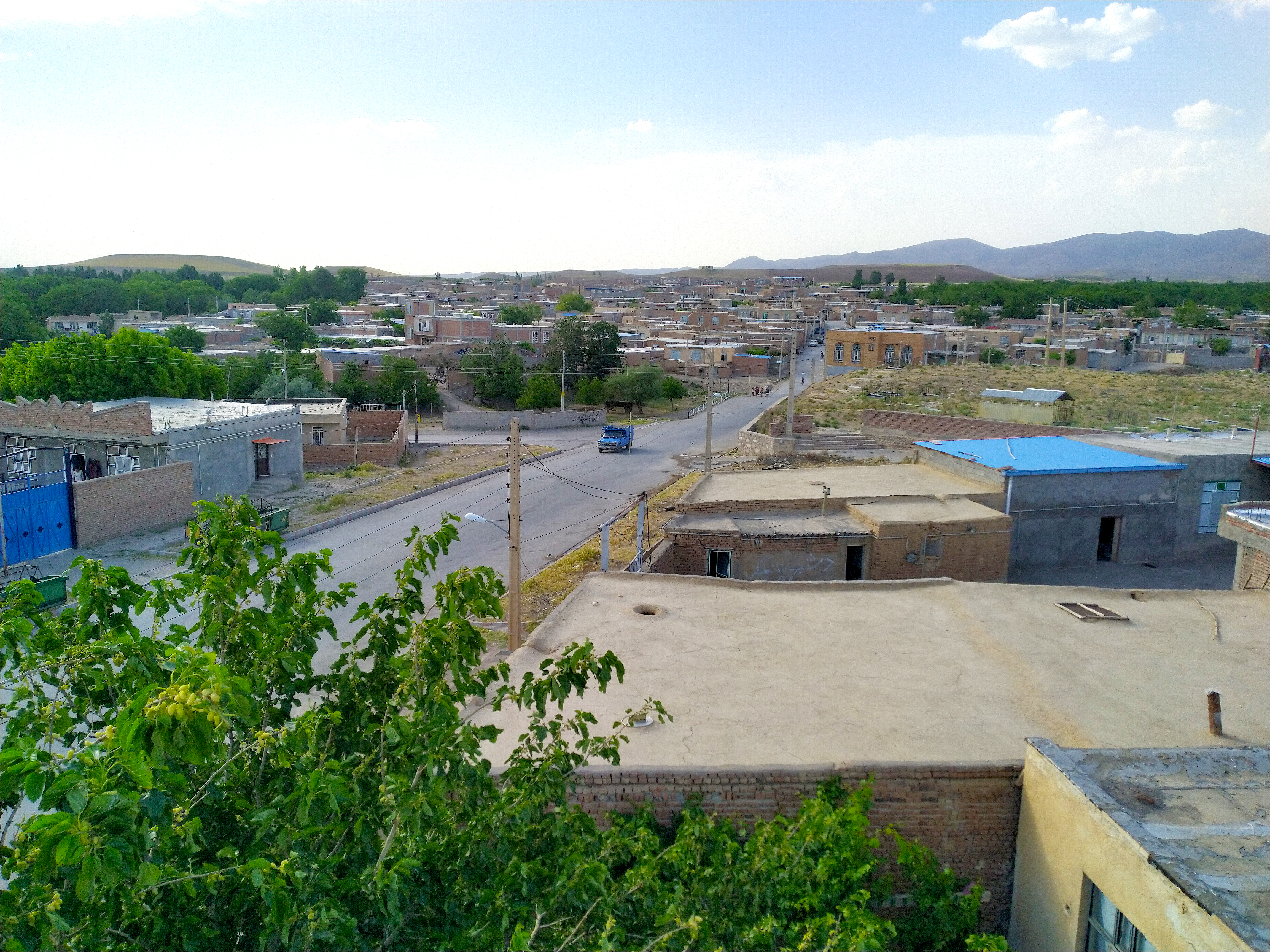
روستای دوش بناب سال1401

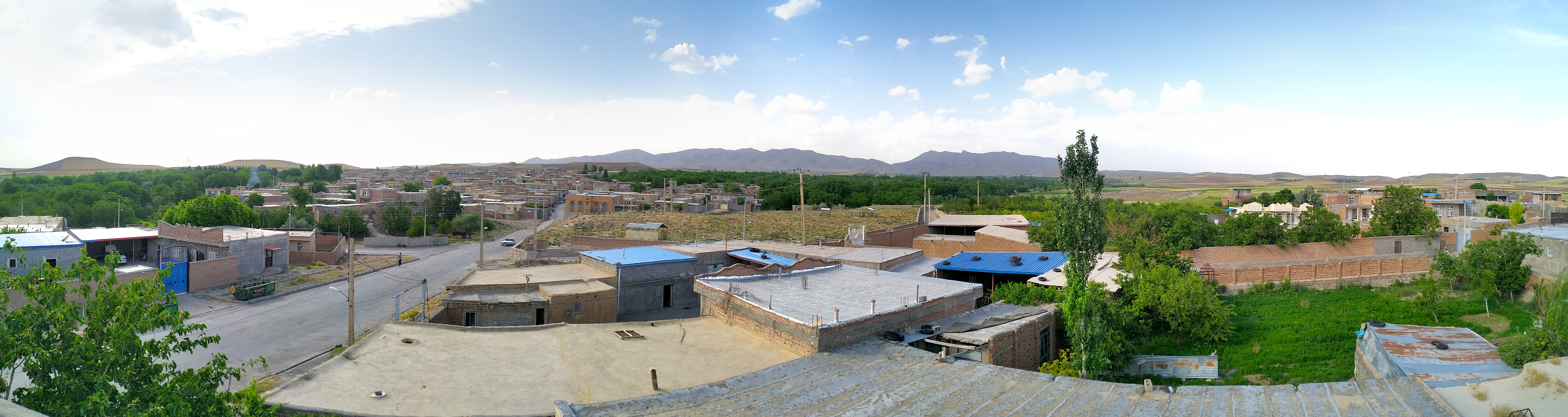
روستای دوش سال 1401